# Casino Royale (1967)
Casino Royale is een filmkomedie uit 1967 met Peter Sellers en David Niven. De film is bedoeld als parodie op de James Bondfilms, en het filmverhaal volgt hierbij ongeveer het verhaal van Ian Flemings eerste Bondboek Casino Royale.
Aanvankelijk had producer Charles K. Feldman de rechten verworven om een Bondfilm te maken voor EON Productions, gebaseerd op Flemings Casino Royale. De producers van de EON Bondfilms, Albert R. Broccoli en Harry Saltzman, waren het hier niet mee eens, en daarom maakte Feldman er een parodiefilm van, die niet alleen James Bond parodieert, maar ook het hele spionagegenre.
In de film spelen een aantal zeer bekende acteurs, onder wie Peter Sellers, David Niven, Woody Allen, en Ursula Andress, die eerder al in een EON James Bondfilm speelde.

## Verhaal
Sir James Bond wordt teruggeroepen tijdens zijn pensioen, omdat hij moet meehelpen te strijden tegen de organisatie SMERSH, die overal agenten vermoordt. Dan wordt M vermoord, en kan Bond niet meer weigeren, hij moet meehelpen de agenten van zijn land te beschermen. Hij wordt het nieuwe hoofd van de Britse geheime dienst, en creëert daar een corps van speciale agenten die hij allemaal James Bond noemt, om de verwarring te vergroten.

## Rolverdeling
| Acteur             | Personage                              |
| ------------------ | -------------------------------------- |
| David Niven        | Sir James Bond                         |
| Peter Sellers      | Evelyn Tremble / James Bond 007        |
| Ursula Andress     | Vesper Lynd / James Bond 007           |
| Orson Welles       | Le Chiffre                             |
| Joanna Pettet      | Mata Bond                              |
| Daliah Lavi        | De gijzelnemer / James Bond 007        |
| Woody Allen        | Dr. Noah / Jimmy Bond 007              |
| Deborah Kerr       | Agent Mimi / Lady Fiona McTarry        |
| William Holden     | Ransome                                |
| Charles Boyer      | LeGrand                                |
| John Huston        | M / McTarry                            |
| Barbara Bouchet    | Miss Moneypenny                        |
| Geoffrey Bayldon   | Q                                      |
| Kurt Kasznar       | Smernov                                |
| George Raft        | Zichzelf                               |
| Jean-Paul Belmondo | Franse legioen soldaat                 |
| Terence Cooper     | Coop / James Bond 007                  |
| Jacqueline Bisset  | Giovanna Goodthighs (als Jacky Bisset) |
| Bernard Cribbins   | Carlton Towers                         |
| Ronnie Corbett     | Polo                                   |
| Anna Quayle        | Frau Hoffner                           |
| Angela Scoular     | Buttercup                              |
| Tracey Crisp       | Heather                                |
| Elaine Taylor      | Peg                                    |
| Duncan Macrae      | Inspecteur Mathis (als Duncan MaCrae)  |
| Gabriella Licudi   | Eliza                                  |
| Tracy Reed         | Fang leider                            |

## Soundtrack
1. "Casino Royale Theme" – Herb Alpert & the Tijuana Brass
2. "The Look of Love" – vocal: Dusty Springfield
3. "Money Penny Goes for Broke"
4. "Le Chiffre's Torture of the Mind"
5. "Home James, Don't Spare the Horses"
6. "Sir James' Trip to Find Mata"
7. "The Look of Love" (Instrumental)
8. "Hi There Miss Goodthighs"
9. "Little French Boy"
10. "Flying Saucer – First Stop Berlin"
11. "The Venerable Sir James Bond"
12. "Dream on James, You're Winning" – vocal: Mike Redway (uncredited)
13. "The Big Cowboys and Indians Fight at Casino Royale" / "Casino Royale Theme" (reprise) – vocal: Mike Redway (uncredited)

- De muziek uit de film werd erg gewaardeerd door critici. Het liedje "The Look of Love" van Dusty Springfield werd genomineerd voor een Oscar voor Beste Filmmuziek.

## Achtergronden
- De film werd verder vaak afgekraakt, en op IMDb heeft de film een score van 5,2 op 10.
- Columbia Pictures distribueerde en produceerde deze film. Door een aantal overnamen van bedrijven is Columbia ook verantwoordelijk voor de co-distributie van de officiële Bondfilms, waaronder Casino Royale uit 2006.
- Peter Sellers had tijdens het maken van de film ruzies met Orson Welles. Dit is ook de reden waarom zij samen slechts enkele keren tegelijk in beeld zijn. Later kreeg Sellers ook met de makers van de film grote ruzies. Hij liep van de set weg. Hierdoor ontbreekt een aantal belangrijke scènes in de film.
- David Niven en Peter Sellers spelen beide James Bond in deze film. Ze werkten eerder al samen in de films van The Pink Panther.
- Veel acteurs hebben ook gespeeld of speelden later ook in officiële Bondfilms. Ursula Andress had een belangrijke rol in Dr. No, Vladek Sheybal speelde Kronsteen in From Russia with Love, Burt Kwouk speelde Mr Ling in Goldfinger en in You Only Live Twice, Angela Scoular speelde Ruby Bartlett in On Her Majesty's Secret Service en Caroline Munro speelde Naomi in The Spy Who Loved Me.